# 樟宜空军基地

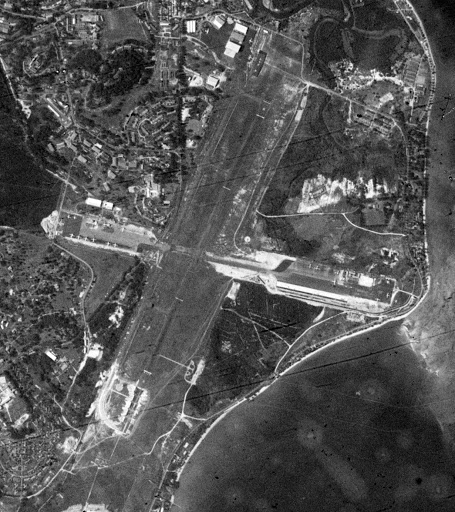
皇家空军樟宜基地卫星图（1963年）

樟宜空军基地（英語：Changi Air Base），或称樟宜空军基地（西）（Changi Air Base (West)）、樟宜西综合设施（Changi West Complex），前身为英国皇家空军樟宜基地（RAF Changi），是位于新加坡樟宜的一处军用机场，由新加坡共和国空军运作，与樟宜空军基地（东）位于民航新加坡樟宜机场两端，与民用机场共享跑道等设施，并占有为将来民航预留的第三跑道的空间。东西两处设施服务数个空军中队。